# Serpentinite
Ne doit pas être confondu avec Serpentine.

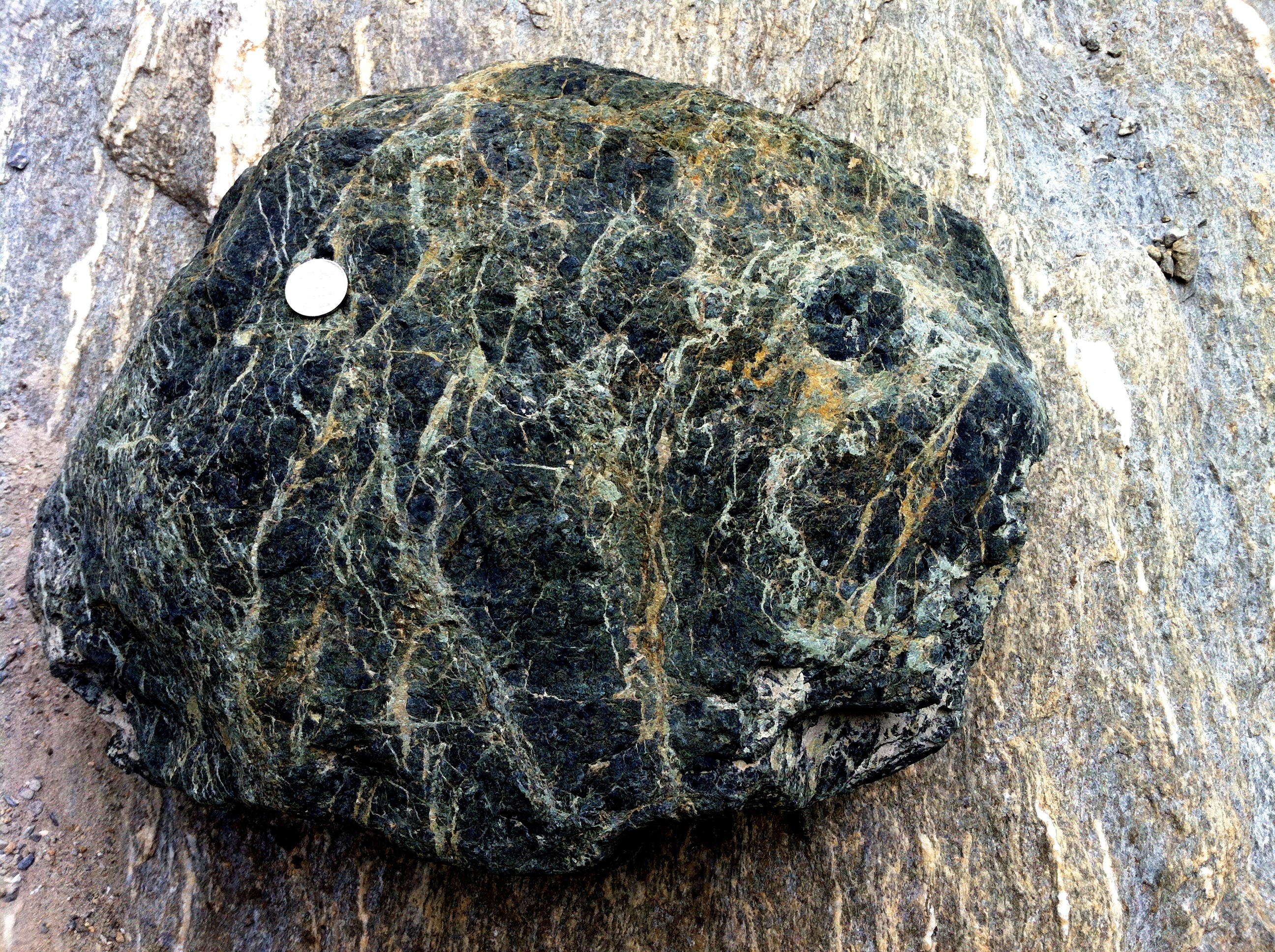
Bloc brut de serpentinite

La serpentinite est une roche métamorphique constituée en grande partie de serpentine (nom générique recouvrant plusieurs espèces minérales). Elle doit son nom à son aspect semblable à celui d'écailles et à une sensation particulière au toucher, qui ont pu évoquer la peau d'un serpent.
Surtout constituée (à plus de 75 %) d'antigorite (un phyllosilicate magnésien), c'est une roche jaunâtre à verdâtre (voire vert sombre) ou présentant des inclusions verdâtres (forme porphyrique). Elle provient de l'altération d'une péridotite en présence d'eau.
La serpentinite est une roche peu dure (dureté : 4 à 5), de masse volumique 2,5-2,6 g/cm3

## Composition
Cette roche peut notamment contenir en diverses proportions les minéraux suivants : 
- serpentine (chrysotile ou amiante, antigorite, lizardite);
- olivine ;
- pyroxène (enstatite) ;
- magnétite (qui explique son magnétisme) ;
- chlorite ;
- brucite.

## Origine géologique
Cette roche se forme au niveau des dorsales océaniques où le magma est altéré par des fluides hydrothermaux. Cette altération qui se traduit par des veinules sur la roche correspond à la serpentinisation des péridotites mantelliques par hydratation (transformation des minéraux olivine et pyroxène en serpentine par réaction avec ces fluides). Les serpentinites affleurent notamment dans les ophiolites et dans des zones de fracture sous les océans.

## Mode de gisement et association
Cette roche apparaît en filons, en petites lentilles ou masses importantes ; mais également en association aux péridotites, pyroxénites, gabbros, basaltes des ophiolites et schistes talqueux.

## Usages

### Durant la préhistoire
La serpentine est exploitée dans le nord des Alpes dès le début du Néolithique au VIe millénaire av. J.-C., avant de connaître une augmentation de son extraction au Ve millénaire av. J.-C.. 
Durant trois millénaires, elle sert à fabriquer de longues lames de hache dont l'usage était sans doute cérémoniel étant donné leur manque d'ergonomie. La pierre est débitée par percussion puis finement polie. On retrouve de telles lames sur toute l'Europe de l'Ouest, des Pyrénées à l'Écosse, l'Irlande, et le Danemark mais pas en Europe centrale (à l'exception de la Thuringe), qui ne fait pas partie de la culture archéologique des mégalithes.
Elle a aussi été utilisée dans l'architecture minoenne.

### Utilisation contemporaine
La serpentinite est utilisée dans l’industrie à de multiples usages comme matériau pour les ballasts, la construction, et en marbrerie (tables de comptoirs, parement de mur). La serpentine sous sa forme amiante (chrysotile) se retrouve dans l’isolation thermique et électrique. 
Dans sa forme naturelle, certaines sortes de serpentine peuvent réagir avec le CO2 et relâcher de l’oxygène en échange, la serpentine est donc un matériau étudié dans le cadre de l’effet de serre et de la capture de carbone.
- minerais d'amiante chrysotile utilisée dans les tissus ignifuges, les tuyaux en amiante-ciment, les plaquettes de freins, etc.
- utilisé comme isolant thermique dans certains éléments de centrales nucléaires (dans le 'couvercle' des réacteurs de type RBMK par exemple), pour un usage similaire à celui de l'amiante.

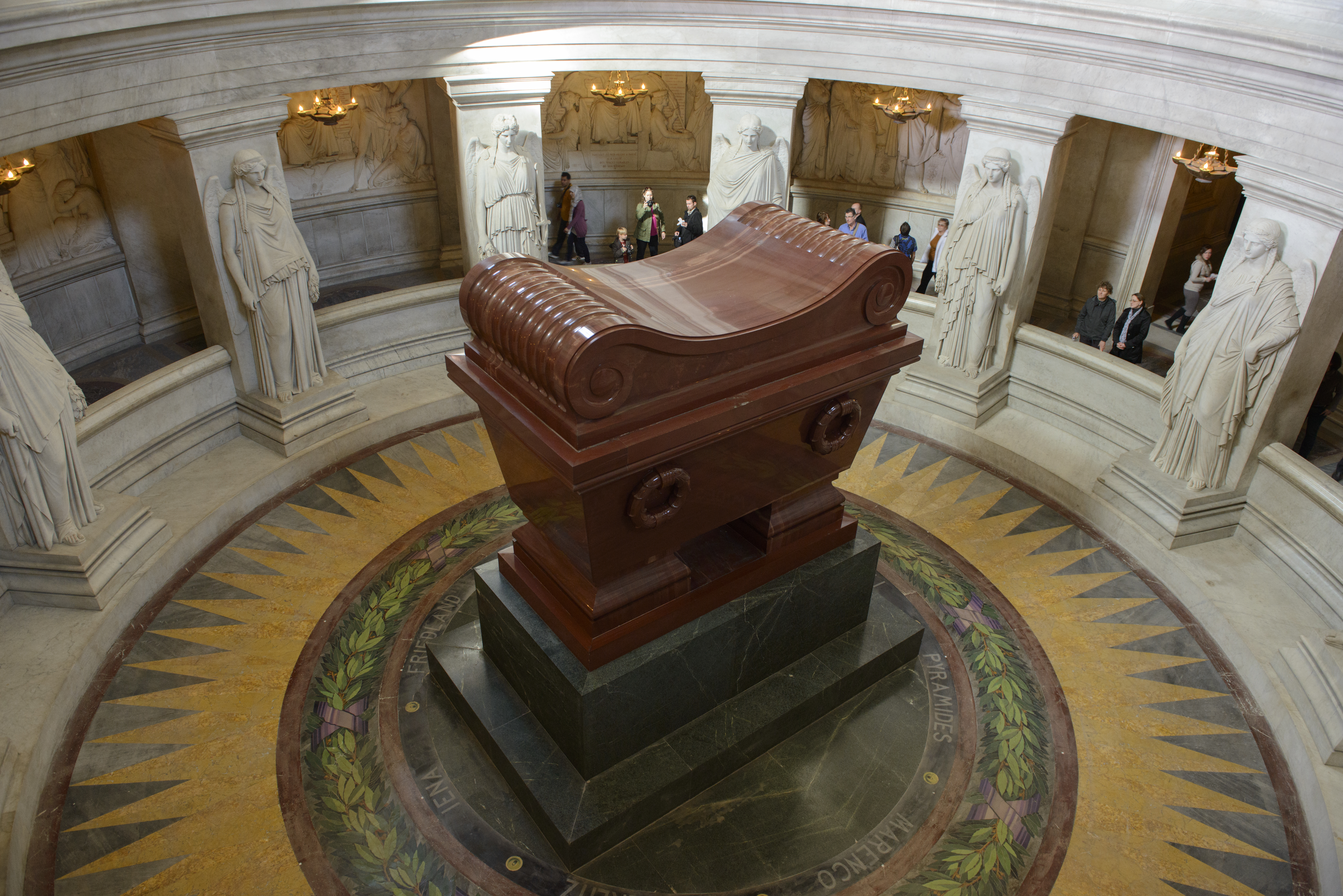
Socle du tombeau de Napoléon Ier à l'Hôtel des Invalides
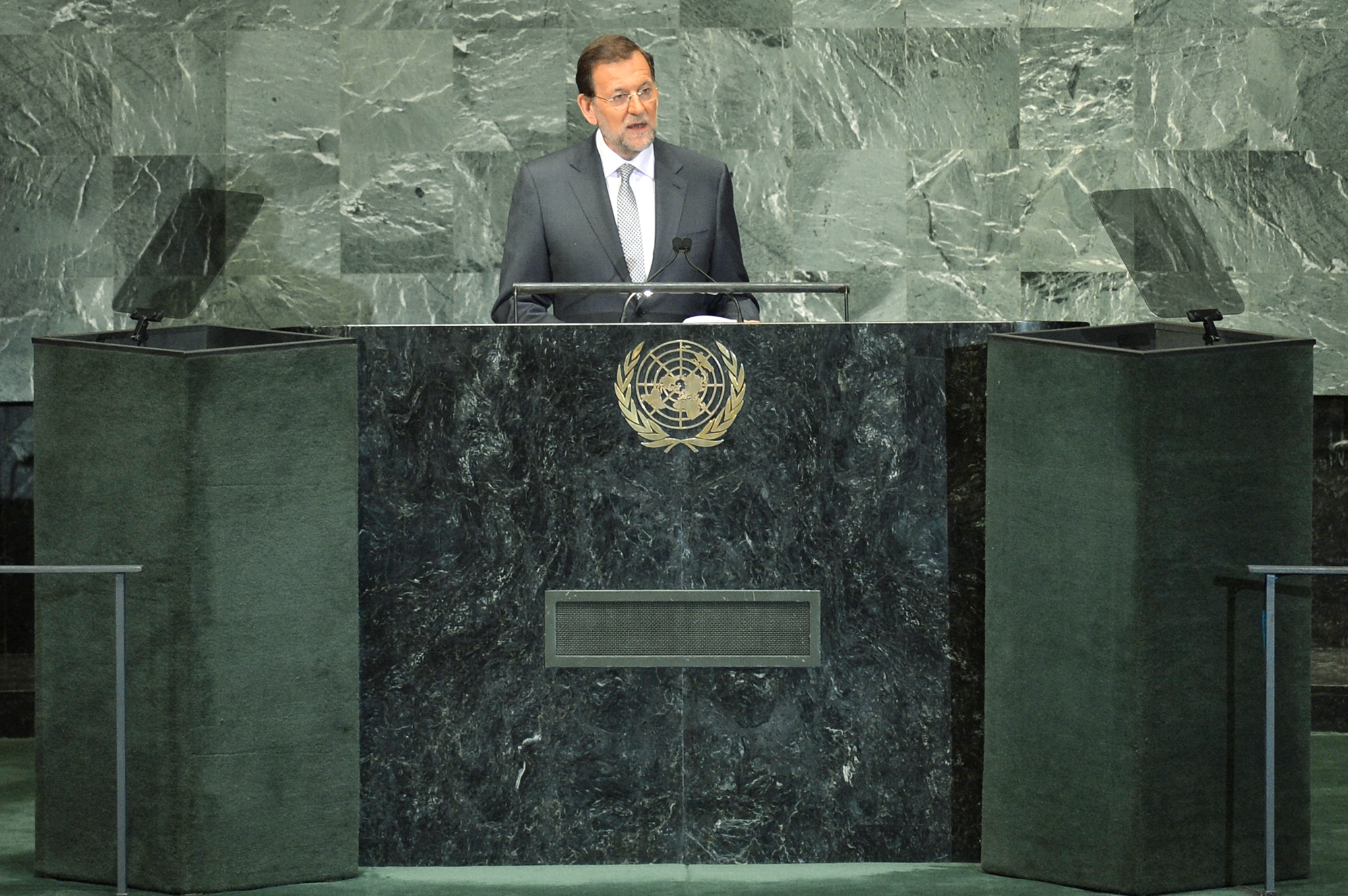
Tribune de l'Assemblée générale des Nations-Unies

## Pierres ornementales

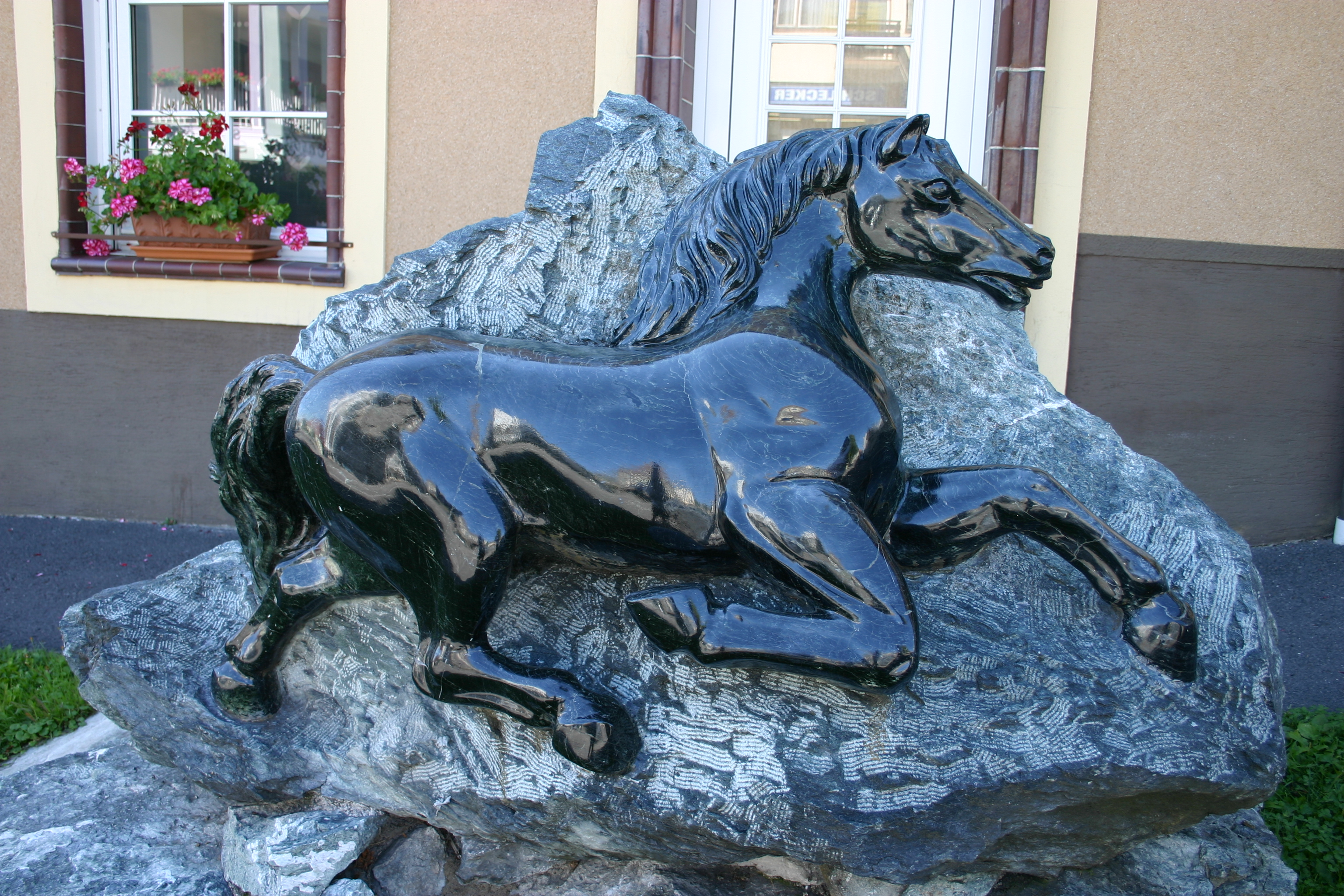
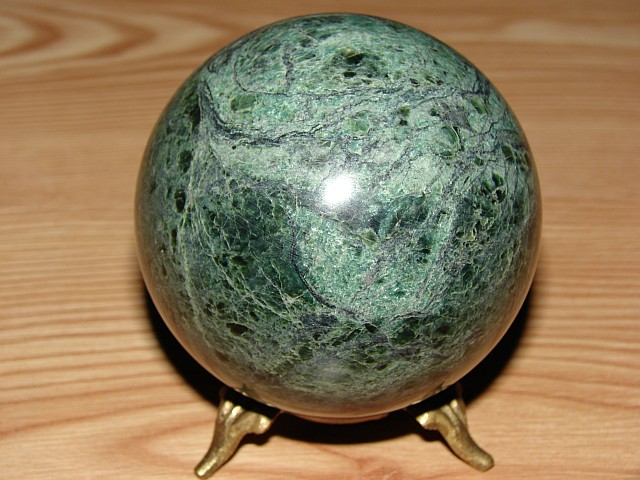
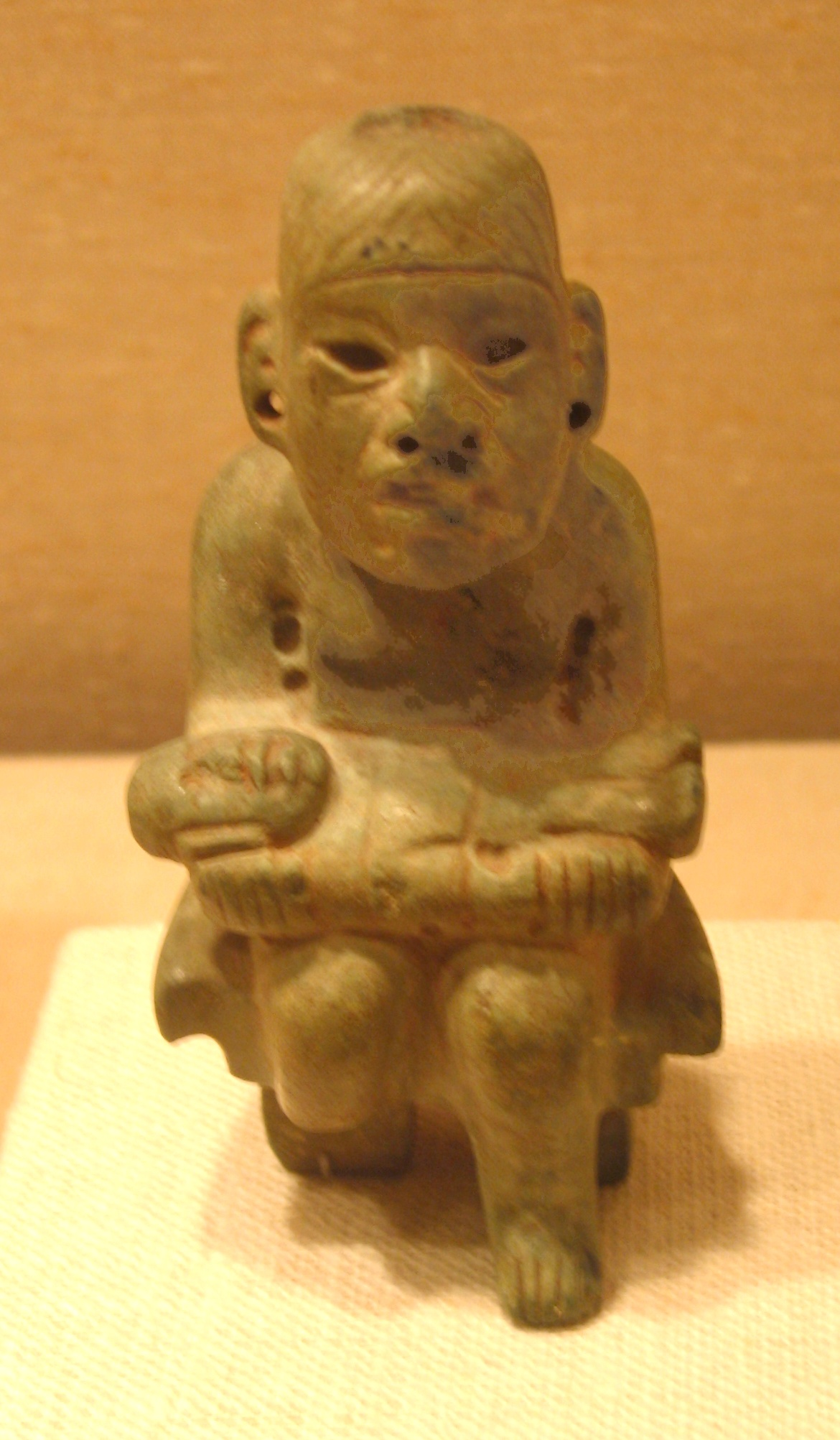
Sculpture Olmèque
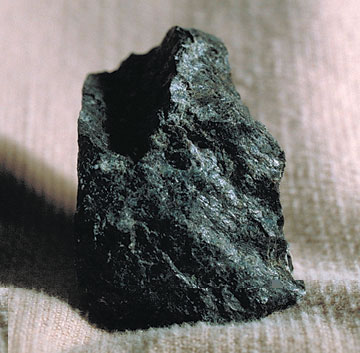
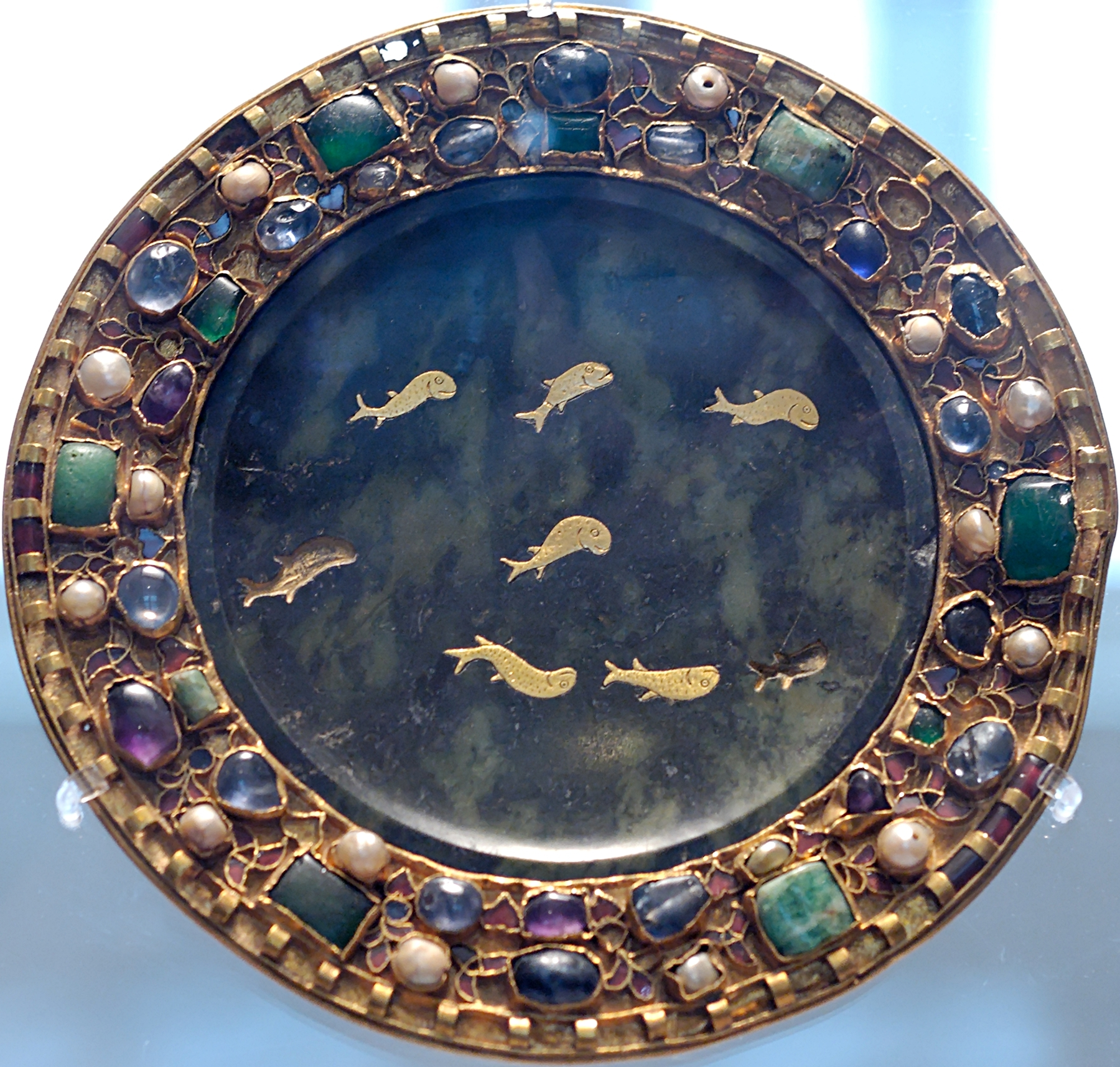
Centre, patène de serpentinite et or

Les Maoris de Nouvelle-Zélande sculptent de remarquables objets tirés de la serpentine locale qu’ils nomment « tangiwai » (signifiant « larmes »). 
En Afghanistan, elle est connue sous le terme de « sang-i-yashm » et y est utilisée depuis des siècles, en particulier dans l'art du Gandhara, au début de notre ère.
C’est un matériau aisé à sculpter avec un bon poli et dont le fini luisant est agréable à l’œil.
Le lapis atracius des Romains et connu actuellement sous le vocable de vert antique est un marbre de serpentinite très populaire comme pierre de parement. Durant l’Antiquité, il était extrait à Casambala en Thessalonique, Grèce. 
La serpentine de Figline di Prato est une serpentinite. C'est le fameux "marbre vert" sombre emblématique de l'architecture de la Toscane, notamment à Prato et à Florence, généralement utilisé en association avec du marbre blanc et parfois du marbre rose et rouge.
Actuellement, les plus fameux  sont les marbres verts du Connemara (ou marbre vert irlandais) et le rouge « Rosso di Levanto » d’Italie. Son utilisation est limitée à l’intérieur des bâtiments car il supporte mal les intempéries.
Aujourd'hui moins utilisée, la serpentinite est omniprésente durant toute l'Antiquité et est encore extrêmement utilisée en Orient en remplacement du jade.

## Risque/toxicité
Risque d'asbestose, comme pour les amiantes, notamment à la suite du sciage, ponçage, perçage de la roche : les formes amiantées peuvent se retrouver dispersées dans l’atmosphère lors de l’extraction de la serpentine et si elle est utilisée pour les revêtements routiers devenir un danger important pour la santé. Cette forme amiantée peut également se retrouver en faible quantité dans les systèmes d’adduction en eau ne fût-ce que par transmission pluviale mais aucun risque pour la santé en cas d’ingestion n’a encore été répertorié, les seuls risques connus provenant d’inhalation et le plus généralement en cas d’inhalation massive.